# Martwy Lodowiec
Martwy Lodowiec (ang. Dead Glacier) – martwy lodowiec na Wyspie Króla Jerzego między szczytami Bastion i Baszta a Pełznącym Stokiem na terenie Szczególnie Chronionego Obszaru Antarktyki „Zachodni brzeg Zatoki Admiralicji” (ASPA 128). Jego wody roztopowe spływają do Cieśniny Bransfielda.